# Regency Enterprises
Regency Enterprises (ook bekend als Monarchy Enterprises S.à.r.l.), is een Amerikaans entertainmentbedrijf dat in 1982 door filmproducent Arnon Milchan werd opgericht als de opvolger van Regency International Pictures. Het is het moederbedrijf van het filmproductiebedrijf New Regency.

## Geschiedenis
In 1982 richtte producent Arnon Milchan het filmproductiebedrijf Embassy International Pictures N.V. op. Zeven jaar later werd de naam veranderd in Regency International Pictures, om verwarring te vermijden met de onafhankelijke filmstudio Embassy Pictures. Het bedrijf werkte met verschillende filmdistributeurs samen, waaronder TriStar Pictures, Warner Bros., Universal Pictures en 20th Century Fox. Bekende films van het bedrijf zijn The King of Comedy (1982), Once Upon a Time in America (1984) en Q&A (1990). In 1991 werd het bedrijf opgedoekt.
Milchan richtte vervolgens met Regency Enterprises een nieuwe holding op. Hij sloot een samenwerkingscontract af met distributeur Warner Bros. en richtte voor de productie van films de onderafdeling New Regency Productions op. Van 1991 tot 1995 produceerde Milchan ook films onder het label Alcor Films. In 1996 hielp Regency het in financiële moeilijkheden verkerende sportbedrijf Puma. Milchans holding was tot 2003 hoofdaandeelhouder van Puma.
In 1998 verwierf de Fox Entertainment Group een aandeel van 20 procent in Regency en werd er met Regency Television een nieuwe afdeling aan het bedrijf toegevoegd. De televisie-afdeling van Regency werd opgericht als een joint venture met Fox 21 Television Studios, onderdeel van 20th Century Fox Television. In 1999 volgde 20th Century Fox concurrent Warner Bros. op als de distributiepartner van Regency. De studio sloot met Regency een samenwerkingscontract af voor vijftien jaar. In 2011 werd de deal verlengd tot 2022.
In 2008 werd Regency Television opgedoekt. Enkele jaren later, bij het verlengen van de samenwerkingsdeal met Fox, werd de tv-afdeling van Regency ondergebracht bij 20th Century Fox Television. In 2019 werd er in Londen met New Regency Television International een buitenlandse tv-afdeling opgericht.

## Investeringen
- Puma
- Restless Records
- BabyFirst

## Filmografie (selectie)
Embassy International Pictures N.V. (1982–1989)
- The King of Comedy (1982)
- Once Upon a Time in America (1984)
- Brazil (1985)
- Legend (1985)

Regency International Pictures (1989–1991)
- Who's Harry Crumb? (1989)
- The War of the Roses (1989)
- Pretty Woman (1990)
- Q&A (1990)

Regency Enterprises:
Alcor Films (1991–1995) & New Regency (1991–)
| - JFK (1991) - Under Siege (1992) - Free Willy (1993) - Natural Born Killers (1994) - Heat (1995) - Carpool (1996) - L.A. Confidential (1997) - The Negotiator (1998) - Fight Club (1999) - Big Momma's House (2000) - Freddy Got Fingered (2001) - High Crimes (2002) - Daredevil (2003) - Man on Fire (2004) - Mr. and Mrs. Smith (2005) - My Super Ex-Girlfriend (2006) - Alvin and the Chipmunks (2007) |  | - Street Kings (2008) - Fantastic Mr. Fox (2009) - Knight and Day (2010) - The Darkest Hour (2011) - 12 Years a Slave (2013) - Noah (2014) - Birdman (2014) - The Big Short (2015) - The Revenant (2015) - Rules Don't Apply (2016) - Bohemian Rhapsody (2018) - Widows (2018) |

Regency Television (1998–2008)
- Roswell (1999–2002)
- Malcolm in the Middle (2000–2006)
- The Bernie Mac Show (2001–2006)